# Кэмпинг, Гарольд

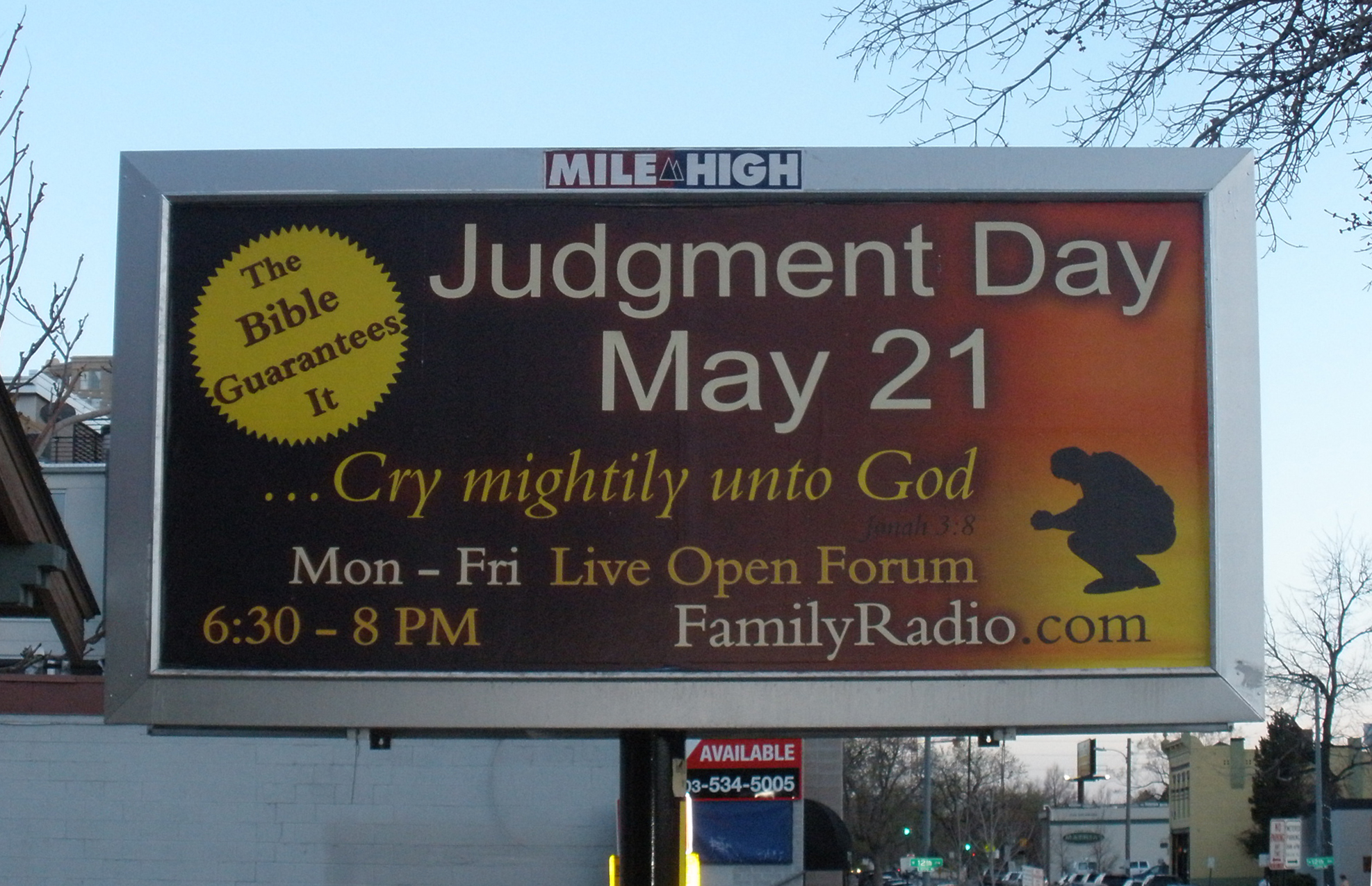
Билборд, обещающий конец света 21 мая 2011 года

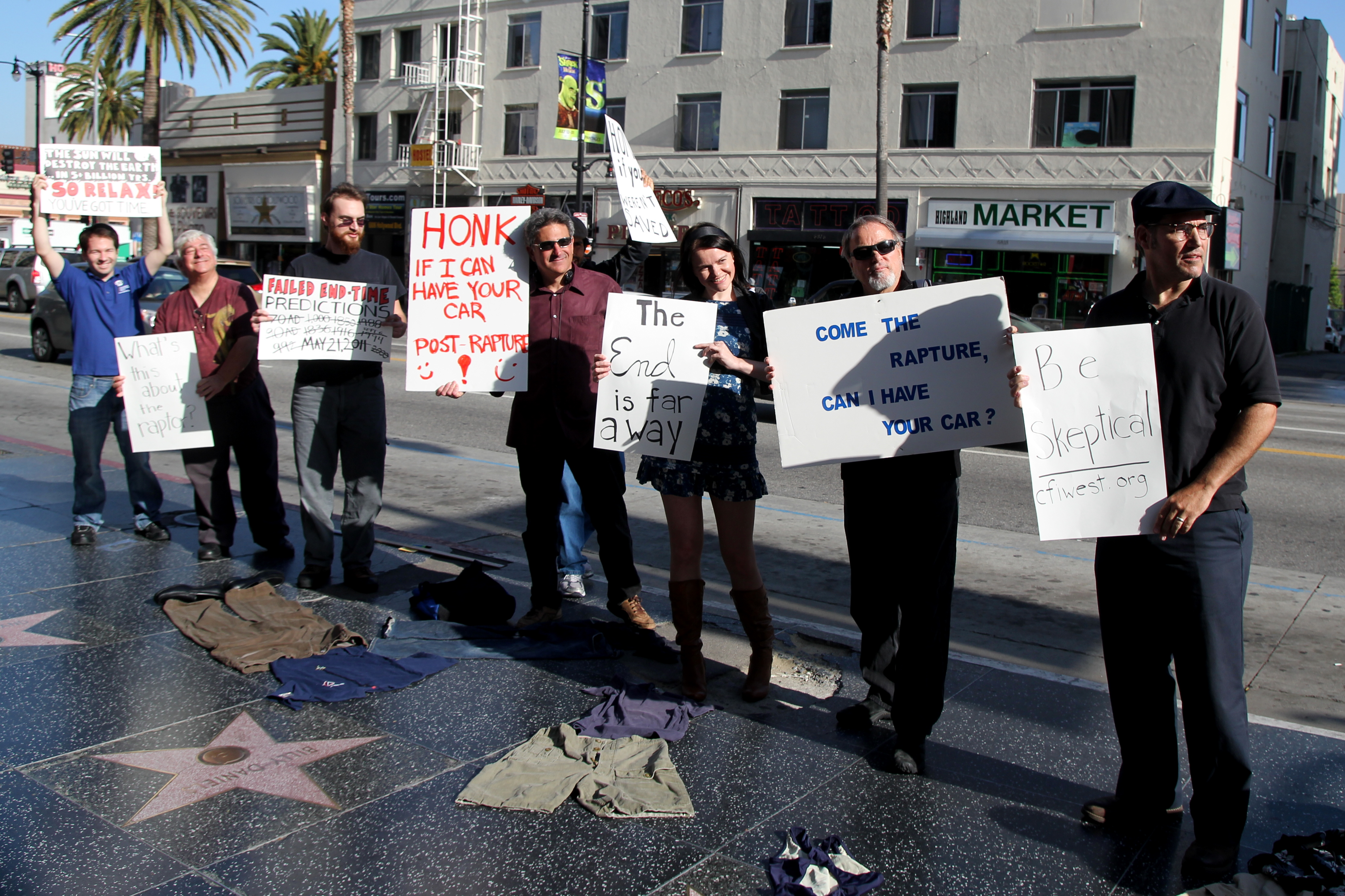
Атеисты протестуют против предсказаний Кэмпинга

Га́рольд Э́гберт Кэ́мпинг (англ. Harold Egbert Camping; 19 июля 1921, Боулдер — 15 декабря 2013, Окленд) — американский проповедник, предсказывавший даты Судного дня (три раза), за счёт чего получил большую популярность и славу, основатель Family Radio («Семейного радио»).

## Биография
Кэмпинг родился 19 июля 1921 года в Колорадо в христианской семье. Вскоре после его рождения семья переезжает в Калифорнию, где Гарольд заканчивает в 1942 году Калифорнийский университет в Беркли и получает степень бакалавра по гражданскому строительству. Вскоре после Второй мировой войны Кэмпинг открыл свой строительный бизнес, который и давал ему основную часть доходов.
В 1958 году он вместе с партнёрами основывает христианскую образовательную сеть — Family Radio («Семейное радио»).
Гарольд и его супруга Ширли до 1988 года принадлежали к Христианской реформатской церкви в Северной Америке, где Гарольд был старейшиной и учителем Библии. Затем они оставили церковь, потому что, по словам Кэмпинга,

…сегодня Бог не спасает больше людей в церквях. Время церкви подошло к концу. Более того, Бог повелевает в Своей книге Закона — Библии, чтобы истинно верующие оставили свои церкви. И это потому, что Бог совершает Свой праведный суд над всеми поместными церквями, приготовляя мир ко дню Суда.— Familyradio.org

## Предсказания о Судном дне
В 1970-х годах Кэмпинг начал бурную проповедническую деятельность, утверждая, что он разработал основанную на собственных толкованиях пророчеств Библии систему вычислений, по которой можно определить начало Судного дня.
Гарольд Кэмпинг предсказывал конец света в 1994 и 2011 годах.
В начале 2011 года Кэмпинг заявил, что 21 мая 2011 года все праведники вознесутся на небо, а грешники останутся на Земле, где их будет ожидать ряд разрушительных стихийных бедствий, а апокалипсис завершится полным уничтожением планеты. После того, как предсказание не сбылось, 9 июня Кэмпинг был госпитализирован с диагнозом «инсульт».
Спустя некоторое время Кэмпинг рассказал о своем новом откровении: Судный день наступил 21 мая, но духовно, а не физически. Над миром совершается суд. Кэмпинг передвинул дату вознесения праведников на 21 октября, однако и это предсказание не сбылось. Позже он заявил об уходе с поста директора Family Radio.
В 2011 году Гарольду Кэмпингу вместе с другими пророками-неудачниками была присуждена Шнобелевская премия за «математические» предсказания «конца света».
В марте 2012 года Кэмпинг объявил, что не планирует больше предсказывать день Божьего суда. Он также извинился перед аудиторией, признавая, что был неправ.
В заявлении Кэмпинга и сотрудников Family Radio говорилось:

Даже самые искренние и ревностные из нас могут ошибаться. Мы понимаем, что многие люди надеются узнать дату возвращения Христа. Действительно, … некоторое время Family Radio придерживалось такого мышления. Но сейчас мы понимаем, что те люди, которые обращали наше внимание на библейские слова, что «этого дня и часа не знает никто» (Мф. 24:36 и Мк. 13: 32), были правы в своем понимании этих стихов, а Family Radio ошибалось. Даст ли нам Бог какое-то указание на дату Своего возвращения скрыто в Божьих божественных планах.
— Cnlnews.tv. Гарольд Кэмпинг покаялся за свои предсказания.

## Смерть
15 декабря 2013 Гарольд Кэмпинг скончался. Причиной стали несовместимые с жизнью переломы, которые он получил двумя неделями ранее, упав у себя дома. О смерти сообщил один из сотрудников Family Radio.